# 丸山健志
丸山健志（1980年—），日本影像導演、電影導演，出身自石川縣金澤市，星稜高等学校、早稻田大學研究院國際情報通信研究科畢業。

## 外部連結
- 丸山健志的X（前Twitter）